# 黃默
黃默，現任東吳大學政治學系教授，台灣知名政治學者、人權活動家，監察院國家人權委員會人權諮詢顧問、東吳大學張佛泉人權研究中心前主任、前總統府人權諮詢委員會委員，研究領域包括西洋政治思想、當代英美政治哲學、人權哲學、人權教育、國際人權法與人權運動、國際人權保護、聯合國與人權保障。